# Okręg wyborczy nr 69 do Senatu Rzeczypospolitej Polskiej
Okręg wyborczy nr 69 do Senatu Rzeczypospolitej Polskiej obejmuje obszar miasta na prawach powiatu Częstochowy (województwo śląskie). Wybierany jest w nim 1 senator na zasadzie większości względnej.
Utworzony został w 2011 na podstawie Kodeksu wyborczego. Po raz pierwszy zorganizowano w nim wybory 9 października 2011. Wcześniej obszar okręgu nr 69 należał do okręgu nr 27.
Siedzibą okręgowej komisji wyborczej jest Częstochowa.

## Reprezentanci okręgu
| Rok | Rok  | Senator            | Komitet wyborczy             |
| --- | ---- | ------------------ | ---------------------------- |
|     | 2011 | Andrzej Szewiński  | Platforma Obywatelska RP     |
|     | 2015 | Artur Warzocha     | Prawo i Sprawiedliwość       |
|     | 2019 | Wojciech Konieczny | Sojusz Lewicy Demokratycznej |
|     | 2023 | Wojciech Konieczny | Nowa Lewica                  |

## Wyniki wyborów
Symbolem „●” oznaczono senatorów ubiegających się o reelekcję.

### Wybory parlamentarne 2011
| Kandydat                                                                                      | Kandydat            | Komitet wyborczy                            | Głosów | Głosów | Głosów |
| Kandydat                                                                                      | Kandydat            | Komitet wyborczy                            | Liczba | %      | +/–    |
| --------------------------------------------------------------------------------------------- | ------------------- | ------------------------------------------- | ------ | ------ | ------ |
|                                                                                               | Andrzej Szewiński ● | Platforma Obywatelska RP                    | 37 471 | 37,12  | –      |
|                                                                                               | Artur Warzocha      | Prawo i Sprawiedliwość                      | 20 799 | 20,60  | –      |
|                                                                                               | Konrad Głębocki     | KWW Konrada Głębockiego Obywatele do Senatu | 12 264 | 12,15  | –      |
|                                                                                               | Danuta Marzec       | Sojusz Lewicy Demokratycznej                | 12 207 | 12,09  | –      |
|                                                                                               | Marek Drygas        | KWW Kandydat Częstochowy                    | 10 024 | 9,93   | –      |
|                                                                                               | Stefan Kramarski    | Nowa Prawica – Janusza Korwin-Mikke         | 4 325  | 4,28   | –      |
|                                                                                               | Cezary Graj         | KWW Unia Prezydentów – Obywatele do Senatu  | 3 862  | 3,83   | –      |
| Frekwencja: 53,56% Liczba głosów ważnych: 100 952 (97,55%) Źródło: Państwowa Komisja Wyborcza |                     |                                             |        |        |        |

● Andrzej Szewiński reprezentował w Senacie VII kadencji (2007–2011) okręg nr 27.

### Wybory parlamentarne 2015
| Kandydat                                                                                     | Kandydat            | Komitet wyborczy                             | Głosów | Głosów | Głosów |
| Kandydat                                                                                     | Kandydat            | Komitet wyborczy                             | Liczba | %      | +/–    |
| -------------------------------------------------------------------------------------------- | ------------------- | -------------------------------------------- | ------ | ------ | ------ |
|                                                                                              | Artur Warzocha      | Prawo i Sprawiedliwość                       | 34 969 | 35,18  | +14,58 |
|                                                                                              | Andrzej Szewiński ● | Platforma Obywatelska RP                     | 29 755 | 29,94  | –7,18  |
|                                                                                              | Marcin Maranda      | KWW Bezpartyjny Marcin Maranda               | 15 087 | 15,18  | –      |
|                                                                                              | Jarosław Marszałek  | KKW Zjednoczona Lewica SLD+TR+PPS+UP+Zieloni | 13 412 | 13,49  | +1,40  |
|                                                                                              | Tomasz Bebłociński  | KWW JOW Bezpartyjni                          | 6 168  | 6,21   | –      |
| Frekwencja: 55,05% Liczba głosów ważnych: 99 391 (97,94%) Źródło: Państwowa Komisja Wyborcza |                     |                                              |        |        |        |

### Wybory parlamentarne 2019
| Kandydat                                                                                      | Kandydat               | Komitet wyborczy                        | Głosów | Głosów | Głosów |
| Kandydat                                                                                      | Kandydat               | Komitet wyborczy                        | Liczba | %      | +/–    |
| --------------------------------------------------------------------------------------------- | ---------------------- | --------------------------------------- | ------ | ------ | ------ |
|                                                                                               | Wojciech Konieczny     | Sojusz Lewicy Demokratycznej            | 49 261 | 43,75  | +30,08 |
|                                                                                               | Artur Warzocha ●       | Prawo i Sprawiedliwość                  | 43 893 | 38,99  | +3,81  |
|                                                                                               | Krzysztof Świerczyński | KWW Koalicja Bezpartyjni i Samorządowcy | 19 433 | 17,26  | –      |
| Frekwencja: 65,85% Liczba głosów ważnych: 112 587 (98,76%) Źródło: Państwowa Komisja Wyborcza |                        |                                         |        |        |        |

### Wybory parlamentarne 2023
| Kandydat                                                                                      | Kandydat              | Komitet wyborczy                     | Głosów | Głosów | Głosów |
| Kandydat                                                                                      | Kandydat              | Komitet wyborczy                     | Liczba | %      | +/–    |
| --------------------------------------------------------------------------------------------- | --------------------- | ------------------------------------ | ------ | ------ | ------ |
|                                                                                               | Wojciech Konieczny●   | Nowa Lewica                          | 59 980 | 49,44  | +5,69  |
|                                                                                               | Monika Pohorecka      | Prawo i Sprawiedliwość               | 36 866 | 30,30  | -8,69  |
|                                                                                               | Marcin Maranda        | Bezpartyjni Samorządowcy             | 13 055 | 10,76  | –      |
|                                                                                               | Małgorzata Bieńkowska | Konfederacja Wolność i Niepodległość | 11 406 | 9,40   | –      |
| Frekwencja: 77,00% Liczba głosów ważnych: 121 307 (98,67%) Źródło: Państwowa Komisja Wyborcza |                       |                                      |        |        |        |